# 8220 Nanyou
8220 Nanyou là một tiểu hành tinh vành đai chính với chu kỳ quỹ đạo là 1244.8598526 ngày (3.41 năm).
Nó được phát hiện ngày 13 tháng 5 năm 1996.